# Corrado II Trinci
Corrado II Trinci, fils de Ugolino Novello, (Foligno... – 1386), est un condottiere italien et seigneur de Foligno (1377 - 1386).

## Biographie
Corrado II Trinci, fils de Ugolino Novello, a été seigneur de Foligno de 1377 à 1386.
En décembre 1377, il devient seigneur de Foligno à la suite du soulèvement de la partie gibeline du peuple contre le gouvernement guelfe ayant entraîné la mort de son frère Trincia quelques mois auparavant.
Son neveu Ugolino IIIe lui succéda après sa mort en 1386.

### Sources
- (en) Cet article est partiellement ou en totalité issu de l’article de Wikipédia en anglais intitulé « Corrado II Trinci » (voir la liste des auteurs).